# Melittosporiella
Melittosporiella är ett släkte av svampar som beskrevs av Höhn.. Melittosporiella ingår i ordningen Rhytismatales, klassen Leotiomycetes, divisionen sporsäcksvampar och riket svampar.
Släktet innehåller bara arten Melittosporiella pulchella.